# Flageolett (orgelstämma)
Flageolette (engelska och franska: Flageolet) är en orgelstämma inom flöjtstämmor som är 2´ eller 1´. Den tillhör kategorin labialstämmor och är öppen cylindrisk. Den är ofta något vidare mensurerad.